# Hetch Hetchy Valley

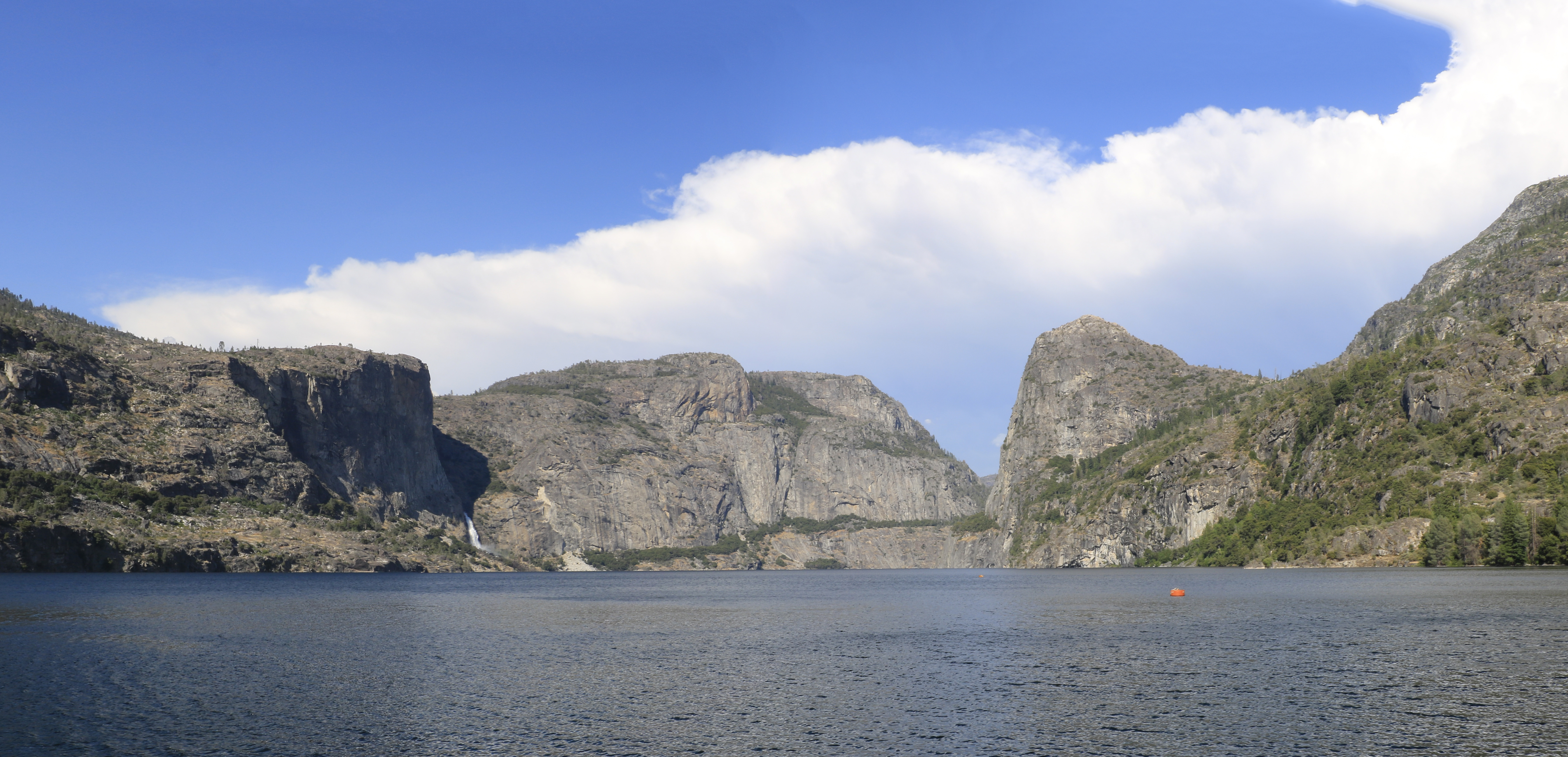
Hetch Hetchy Valley vom O’Shaughnessy Damm

Das Hetch Hetchy Valley ist das Tal des Oberlaufs des Tuolumne River auf der Westflanke der Sierra Nevada im US-Bundesstaat Kalifornien. Es liegt im nordwestlichen Teil des Yosemite-Nationalparks, etwa 320 Kilometer östlich von San Francisco. Das Tal wurde wie das südlich benachbarte und bekanntere Yosemite-Tal des Merced River in den Eiszeitaltern von Gletschern als Trogtal geformt und war für tausende von Jahren von Ureinwohnern (Native Americans) bewohnt, bevor in den 1850er Jahren die ersten Europäer die Region erreichten. Im späten 19. Jahrhundert wurde das Tal wegen seiner natürlichen Schönheit oft mit dem Yosemite Valley verglichen – aber auch für die Entwicklung der Wasserversorgung interessant.

## Hetch Hetchy Project

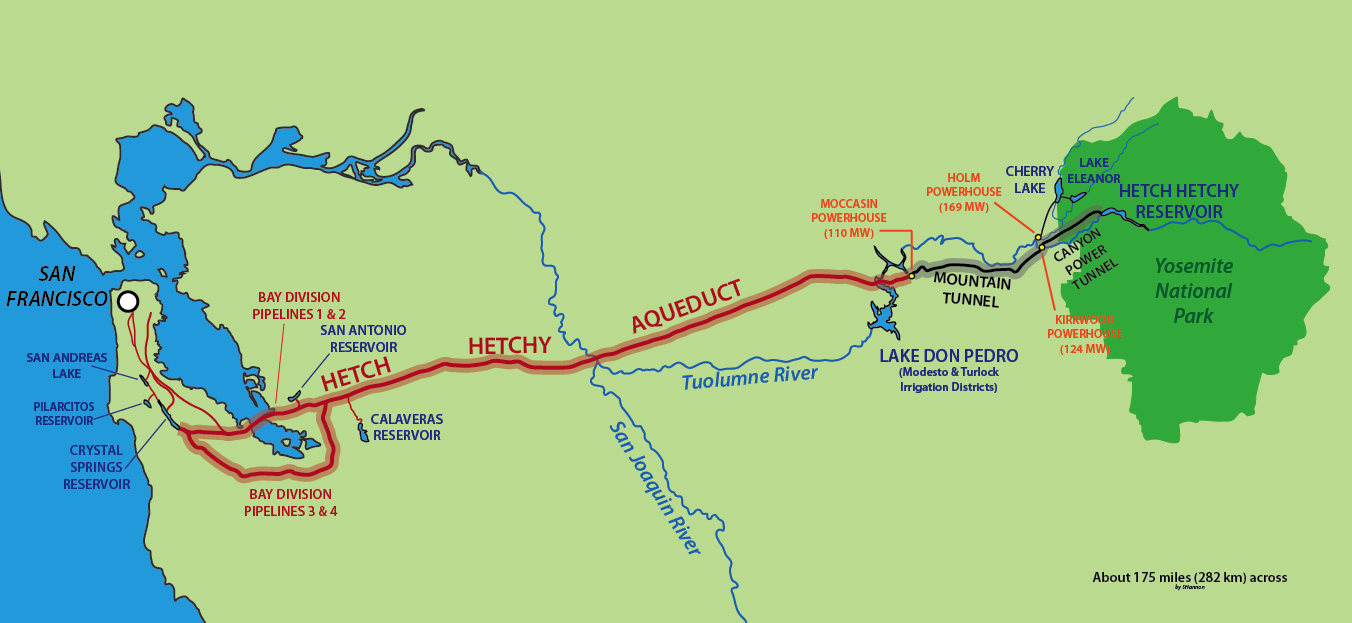
Karte des Hetch Hetchy Project der Stadt San Francisco mit ihren zugehörigen Einrichtungen

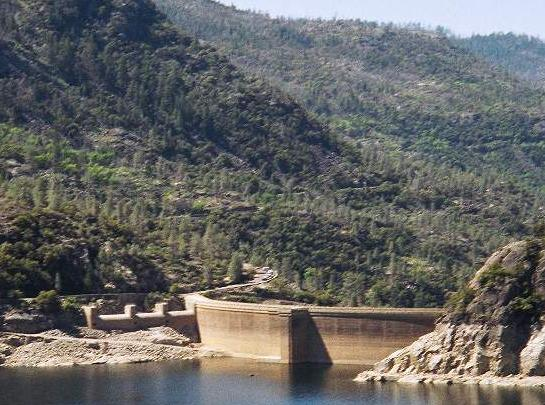
O’Shaughnessy Dam

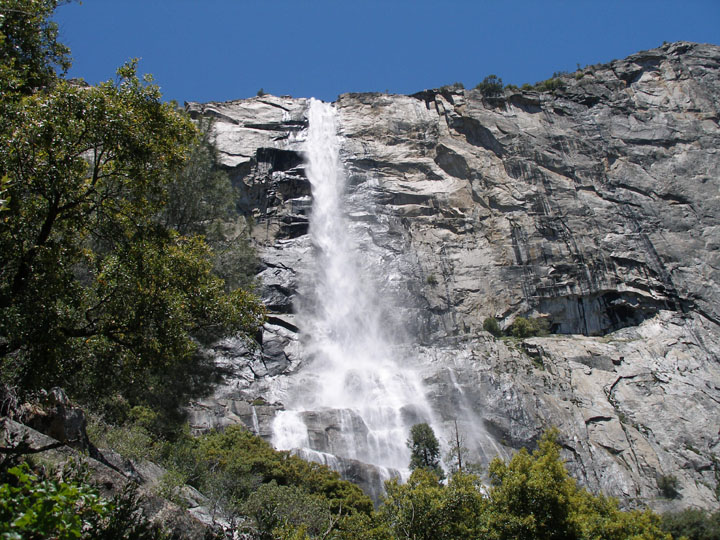
Wasserfall

Nach dem großen Erdbeben in San Francisco von 1906, in dessen Folge verheerende Brände die Stadt verwüstet hatten, wurde der Mangel einer ausreichenden Wasserversorgung deutlich. Die Stadt wandte sich an das Innenministerium der Vereinigten Staaten, um die Wasserrechte am Hetch Hetchy zu bekommen. 1908 genehmigte der damalige Innenminister James R. Garfield die Rechte zur Nutzung des Tuolumne Rivers. Das Hetch Hetchy Project sah vor, an der schmalsten Stelle des Tales einen Damm zu errichten, der den Fluss stauen sollte. Dies löste einen siebenjährigen Streit mit der Umweltbewegung Sierra Club aus, deren prominentester Vertreter John Muir war.
Da das Tal innerhalb des Yosemite National Park liegt, musste der Kongress der Vereinigten Staaten dem Projekt zustimmen. Dies tat er unter der Maßgabe, dass das Wasser und die Nutzung der Wasserkraft nur der Öffentlichkeit zugänglich sein dürfe. Präsident Woodrow Wilson unterzeichnete das Gesetz (Raker Act) im Jahr 1913.
Mit den Planungen und Vorbereitungen (u. a. dem Bau einer 109 Kilometer langen Eisenbahnstrecke zur Versorgung) wurde 1914 begonnen. 
Michael O’Shaughnessy, ein irischstämmiger Bauingenieur plante und führte den Bau (1919–1923) der später nach ihm benannten Staumauer O’Shaughnessy Dam durch. Im Mai 1923 wurde der Stausee zum ersten Mal geflutet. Zu diesem Zeitpunkt war die Bogengewichtsmauer 69 Meter hoch. Ihre jetzige Höhe von 95 Metern bekam die Staumauer erst 1938. Zwanzig Jahre nach Beginn der Planungen, also 1934, kamen 20.000 Einwohner in San Francisco zusammen, um die Ankunft des ersten Wassers von Hetch Hetchy zu feiern. Der Aquädukt, der das Wasser an die Westküste leitet, ist etwa 270 Kilometer lang und kann etwa 10,4 m3/s Wasser transportieren.
Mit dem Wasser aus dem Hetch Hetchy Valley werden etwa 80 Prozent der Bevölkerung von San Francisco und der Bay Area (2,6 Mio. Menschen) versorgt. Das Wasser ist eines der saubersten Trinkwasser der USA. San Francisco ist damit eine von nur sechs Städten in den Vereinigten Staaten, die nicht per Gesetz verpflichtet sind, ihr Wasser zu filtern. Gleichwohl wird das Wasser mit Ozon desinfiziert und seit 2011 auch mit UV-Licht bestrahlt.
Naturschützer sehen das Projekt als eine der großen Umweltschädigungen des 20. Jahrhunderts und streben einen Rückbau an, der das einst für seine Schönheit berühmte Tal wiederherstellen soll.

## Veröffentlichungen von Michael Maurice O'Shaughnessy (1864–1934)
- The Hetch Hetchy water supply of San Francisco  report of M.M. O'Shaughnessy, city engineer, to the Mayor, the Board of Public Works and the Board of Supervisors of San Francisco. Publisher: The Bureau of Engineering San Francisco Published 1916
- Recommendation of M.M. O'Shaughnessy, City Engineer, on refuse incinerator: pursuant to resolution no. 31,004, new series, of the Board of Supervisors, adopted June 10, 1929, and approved June 13, 1929. Publisher: The Bureau of Engineering San Francisco Published 1929
- Hetch Hetchy water supply. Bureau of Engineering of the Department of Public Works, City and County of San Francisco, California.  Publisher: James H. Barry Co. San Francisco, Calif. Published 1925
- The Hetch Hetchy water supply and power project of San Francisco. Published 1931
- Hetch Hetchy project. Published 1931
- Hetch Hetchy; its origin and history. Published 1934